# Zunderschwamm
Der Zunderschwamm (Fomes fomentarius) ist eine Pilzart aus der Familie der Stielporlingsverwandten (Polyporaceae). Er befällt geschwächte Laubbäume, vor allem Buchen (Fagus) und Birken (Betula), und bildet an den Stämmen dicke, invers konsolenförmige Fruchtkörper. Die mehrjährigen Gebilde können im Durchmesser bis zu 30 cm erreichen. Die krustige Oberseite ist hellgrau oder blass bräunlich gefärbt und fein zoniert. Die Röhren auf der Unterseite haben eine braune Farbe und sind oft mehrfach geschichtet.
Der Name des Zunderschwammes entstand aus der früheren Verwendung als Zunder. Baumpilze werden aufgrund ihrer Eigenschaft, Wasser zu binden, zudem als Schwämme bezeichnet. Außerdem wurden aus ihm bis ins 19. Jahrhundert blutstillende sowie desinfizierende Wundauflagen hergestellt. Ferner kamen alkoholische Flüssigextrakte u. a. bei Blasenleiden, Magenverstimmungen und Menstruationsbeschwerden zum Einsatz.
In Rumänien wird heute noch die Trama zu einem lederartigen Material verarbeitet, aus dem für den Touristenmarkt kunstvolle Hüte, Taschen und Ähnliches gefertigt werden. Ansonsten hat der Zunderschwamm wirtschaftlich weitestgehend keine Bedeutung mehr.

## Merkmale

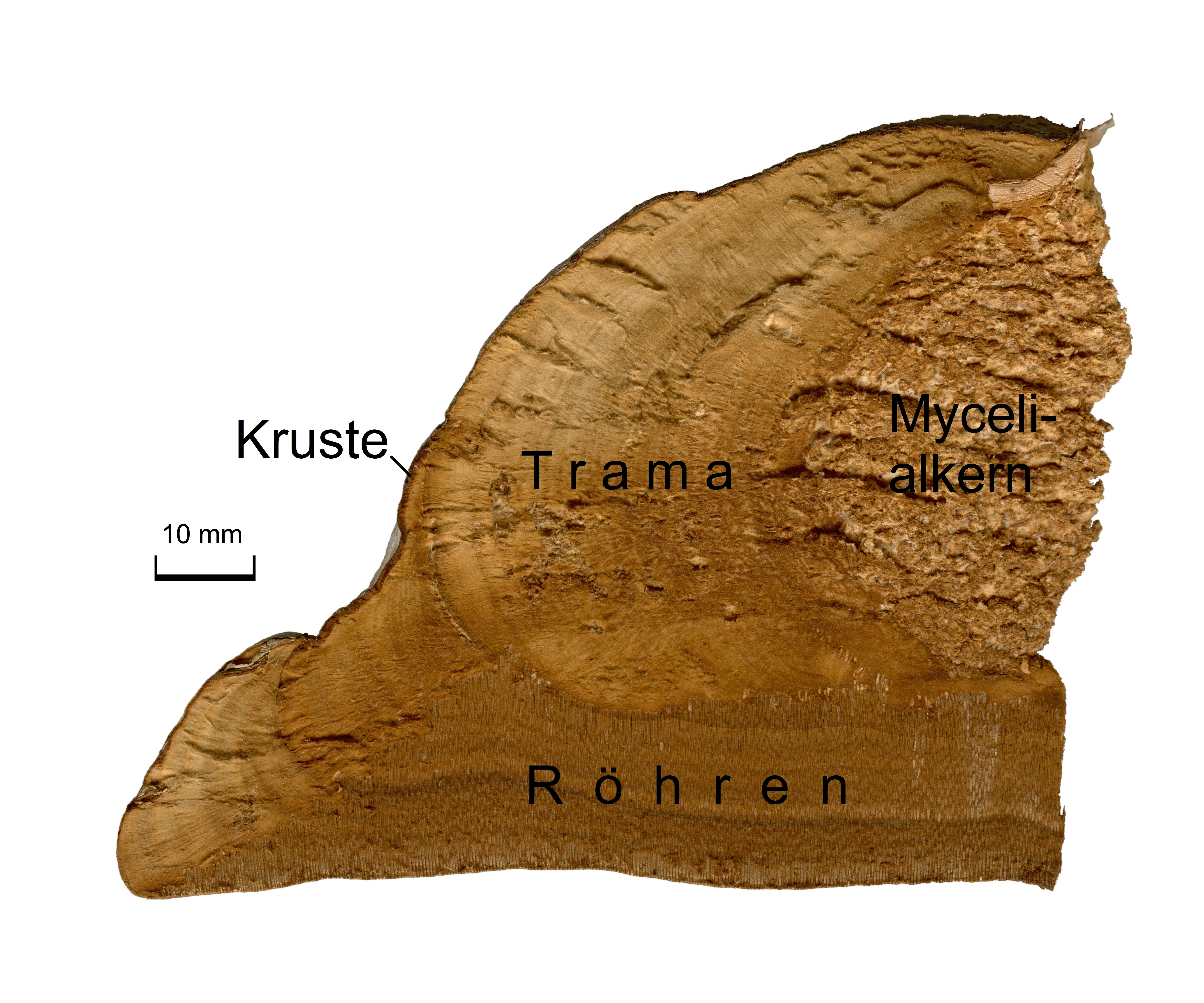
Schnitt durch einen Fruchtkörper mit den beschrifteten Bestandteilen. Üblicherweise nimmt der Myzelialkern jedoch die gesamte obere Wulst ein
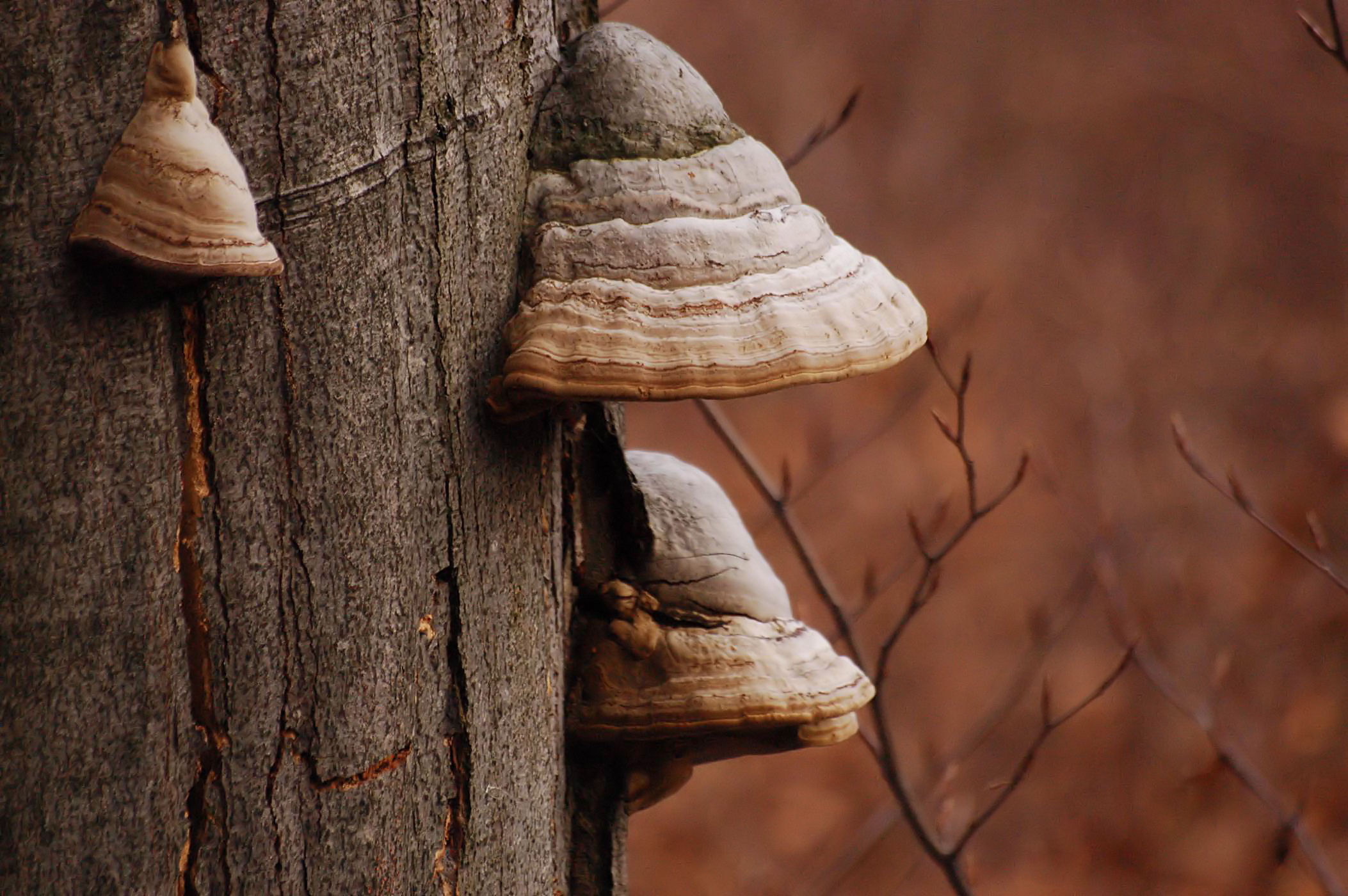
„Junge“ Exemplare des Zunderschwamms mit frischeren Zuwachskanten
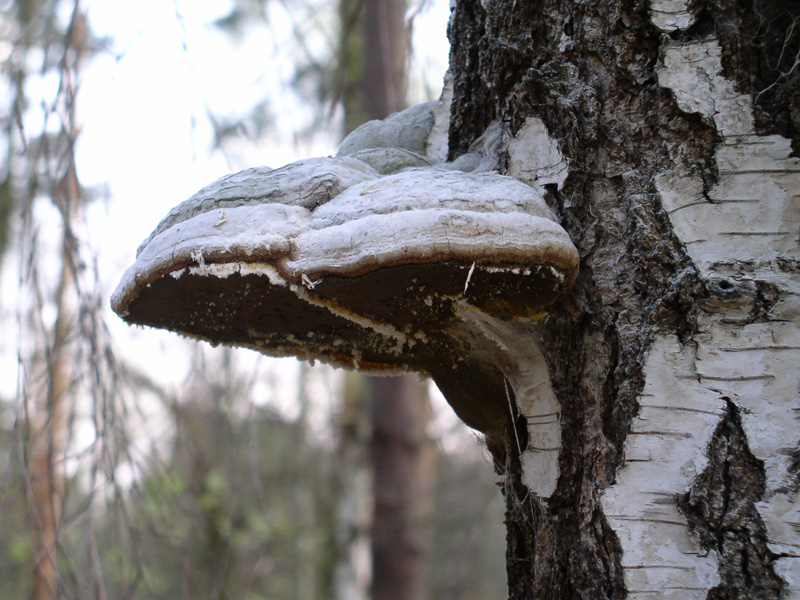
Während etwa zehn Jahren aus dem Stamm einer Birke herangewachsener Fruchtkörper
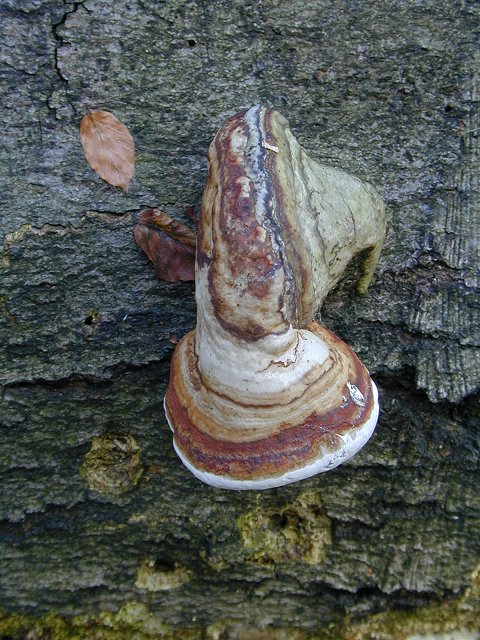
Der Drehwuchs des Zunderschwamms resultiert aus dem Umkippen des Baums (Gravitropismus bzw. Geotropismus)
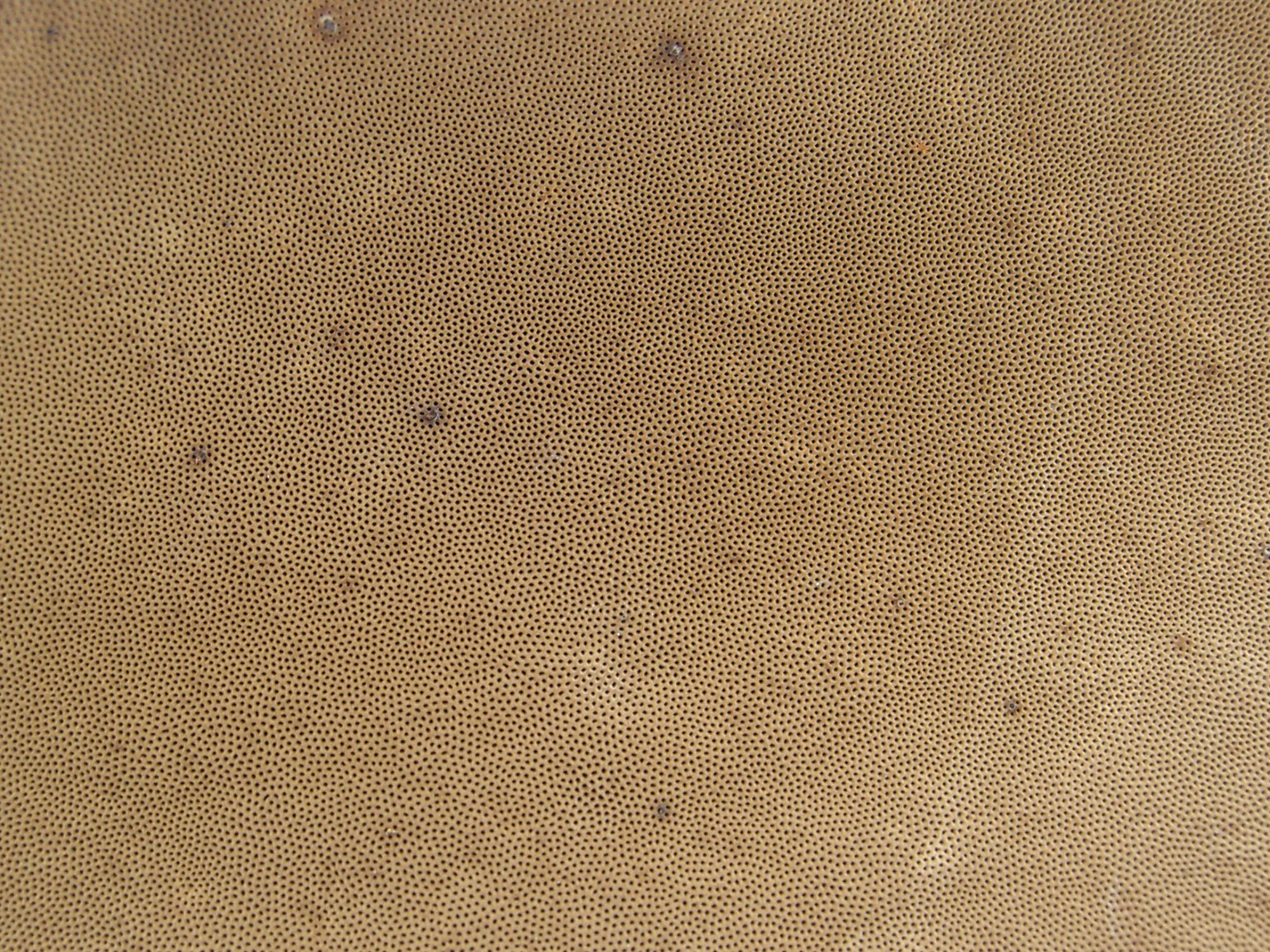
Poriges Hymenophor

### Makroskopische Merkmale
Der Zunderschwamm bildet mehrjährige, konsolenförmige Fruchtkörper, die bis zu 30 Jahre alt werden können. Sie erreichen eine Breite von 10 bis 30 cm, in Ausnahmefällen auch bis 60 cm Breite und bis 20 cm Dicke und Höhe. An Birken ist er jedoch meist deutlich kleiner. Mit zunehmendem Alter und bei Verbrauch des besiedelten Substrates wird der jährliche Zuwachs geringer, so dass relativ hohe, hutförmige Fruchtkörper entstehen. Eine ähnliche Beobachtung lässt sich bei Fruchtkörpern mit zunehmender Höhe am Substrat machen.
Die Fruchtkörper sind oberseits hell- bis dunkelgrau, ältere Fruchtkörper können fast schwarz werden. Junge, noch nicht überwinterte Fruchtkörper sind wie die Zuwachszone älterer Exemplare gelb bis rostbraun gefärbt. Die Oberfläche der Fruchtkörper ist konzentrisch rillig bis gefurcht und mit einer harten Kruste bedeckt.
Die oft leicht nach innen gewölbte Unterseite des Zunderschwammes besteht aus einer glatten, grau- bis ockerbraunen Porenschicht. Die Poren sind dickwandig und rundlich; in einem Abschnitt von einem Millimeter befinden sich zwei bis vier Poren. Auf Druck verfärben sie sich leicht braun. Die Röhren sind in Schichten angeordnet. Diese Zonen entsprechen – wie auch die Wachstumszonen der Oberfläche – den Wachstumsschüben des Pilzes. Da mehrere solche Schübe pro Jahr auftreten können (oft zwei pro Jahr), kann aus der Zahl der Schichten nicht auf das Alter des Fruchtkörpers geschlossen werden.
Im Innern des Pilzes befindet sich das weiche Pilzgeflecht des Myzelialkerns. Dieser wird von einer verhältnismäßig dünnen Tramaschicht umgeben, die sich außerdem über den gesamten Bereich unter der Kruste erstreckt. Die Trama färbt sich mit Kaliumhydroxid schwarz. Wie andere baumbewohnende Pilzarten zeigt auch der Zunderschwamm den Geotropismus, das heißt, neu zuwachsende Fruchtschichten werden mit der Unterseite zum Erdboden ausgerichtet. Bildet ein Fruchtkörper nach dem Umstürzen des Wirtsbaumes neue Fruchtschichten, werden diese um etwa 90° gegenüber den schon vorhandenen ausgebildet.

### Mikroskopische Merkmale
Der Zunderschwamm besitzt eine aus drei Formen bestehendes Hyphensystem (trimitisch), bestehend aus generativen Hyphen, Skeletthyphen und Bindehyphen. Erstere sind zylindrisch, dünnwandig und hyalin; die Septen (Trennwände der Hyphen) besitzen Schnallen. Die Binde- und Skeletthyphen sind hingegen dickwandig und gelb- bis hellgoldbraun gefärbt. Die Bindehyphen sind verzweigt und Skeletthyphen nicht oder kaum vorhanden. Es existieren keine Zystiden.
Die Basidien haben eine keulige Form sowie eine Schnalle an der Basis. Sie sind hyalin und besitzen vier Sporen. Diese sind zylindrisch bis lang ellipsoid geformt und 15–22 × 4,4–7 µm groß. Sie sind hyalin, inamyloid und besitzen eine glatte Oberfläche. Das Sporenpulver ist weiß.

## Artabgrenzung

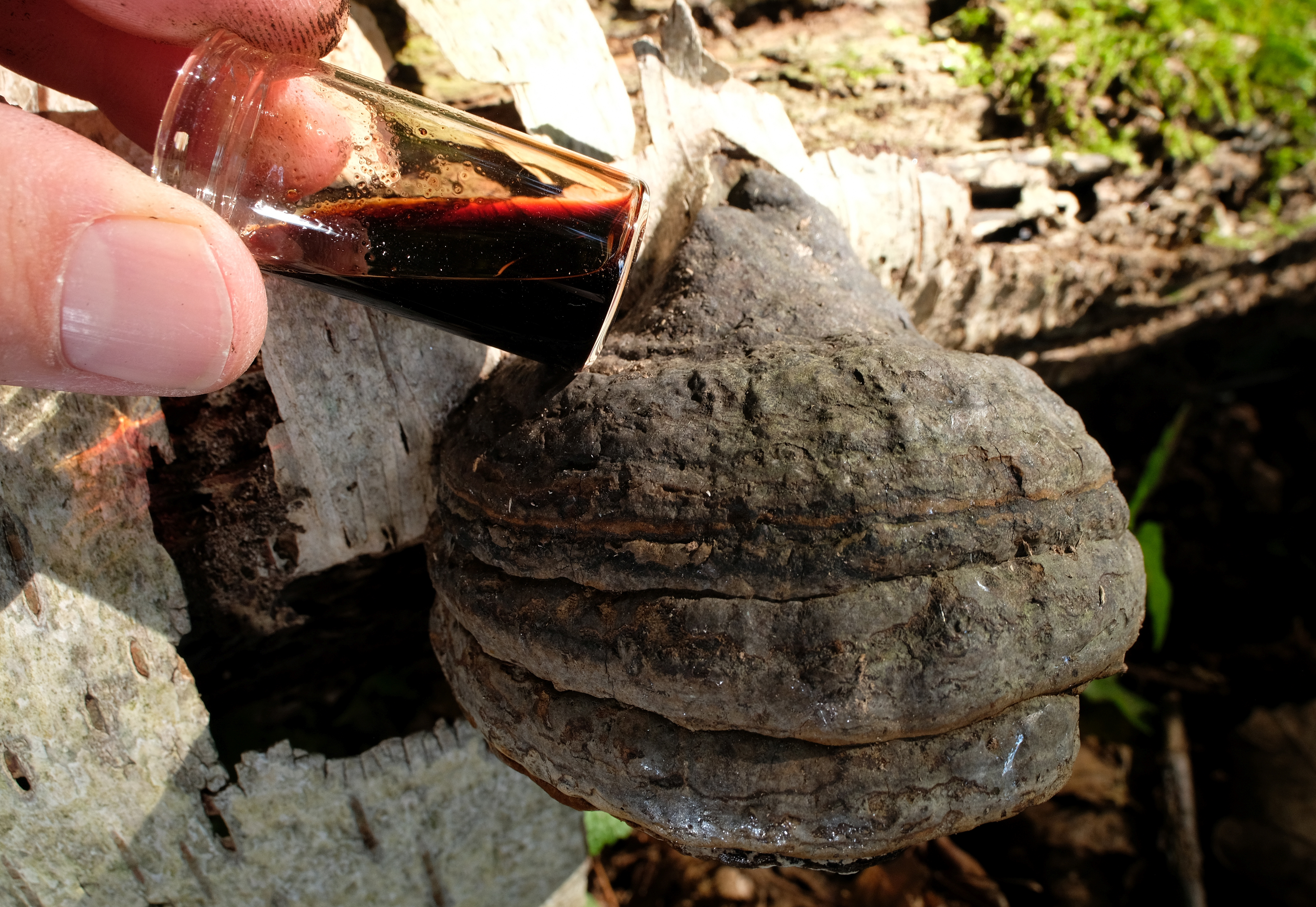
Schabt man wenige kleine Partikel von der Kruste des Zunderschwammes ab und versetzt diese mit Alkalilauge, färbt sich die Lösung charakteristisch blutrot

Der Zunderschwamm kann mit Arten der Gattung Lackporlinge verwechselt werden. Diese besitzen jedoch oft eine kräftig braun gefärbte Hutoberseite; die Poren färben sich auf Druck dunkelbraun. Ein sicheres Unterscheidungsmerkmal sind die warzigen Sporen gegenüber den glatten beim Zunderschwamm. Auch Feuerschwämme, insbesondere der Gemeine Feuerschwamm, können ihm ähnlich sehen. Sie unterscheiden sich durch ihre feste, holzartige Konsistenz mit nicht eindrückbarer Hutkruste. Darüber hinaus besteht eine Ähnlichkeit mit dem Rotrandigen Baumschwamm, der allerdings meist an Nadelholz zu finden ist und eine hellere Trama und nicht verfärbende Poren aufweist.
Ein weiteres Unterscheidungsmerkmal ist die für den Zunderschwamm charakteristische blutrote Färbung der Kruste mit Alkalilauge, ausgelöst durch Deprotonierung des Hauptfarbstoffes Fomentariol. Durch diese Farbreaktion kann der Zunderschwamm von anderen, äußerlich ähnlichen Porlingen, beispielsweise dem Gemeinen Feuerschwamm, unterschieden werden.

### Kryptische Arten
Nach genetischen Daten ist die weit verbreitete Art Zunderschwamm vermutlich in mehrere kryptische Arten aufzusplitten. Ursula Peintner und Kollegen stellten fest, dass sich die Zunderschwämme des Mittelmeerraums genetisch von den nördlicher verbreiteten unterscheiden. Sie stellten für die südliche Linie eine eigene Art auf, die nach einem alten, vorher synonymisierten Namen Fomes inzengae (Ces. & De Not.) Cooke genannt wurde. Beide Arten sind genetisch klar geschieden, aber nach morphologischen Merkmalen nicht sicher unterscheidbar. Beide Arten kommen in Tschechien in derselben Region vor (sympatrisch), wobei aber Fomes fomentarius s.str. eher die kühlen Hochlagen und Fomes inzengae das wärmere Tiefland bevorzugt. Da die neue Art inzwischen auch in Belgien nachgewiesen wurde, ist mit ihr überall in Mitteleuropa zu rechnen. Studien in den USA zeigten die enge Verwandtschaft der europäischen, asiatischen und nordamerikanischen Zunderschwämme, lieferten aber auch Hinweise auf drei genetisch unterscheidbare Linien. Die Autoren halten weitere Untersuchungen vor einer möglichen Aufsplittung für erforderlich.

## Ökologie

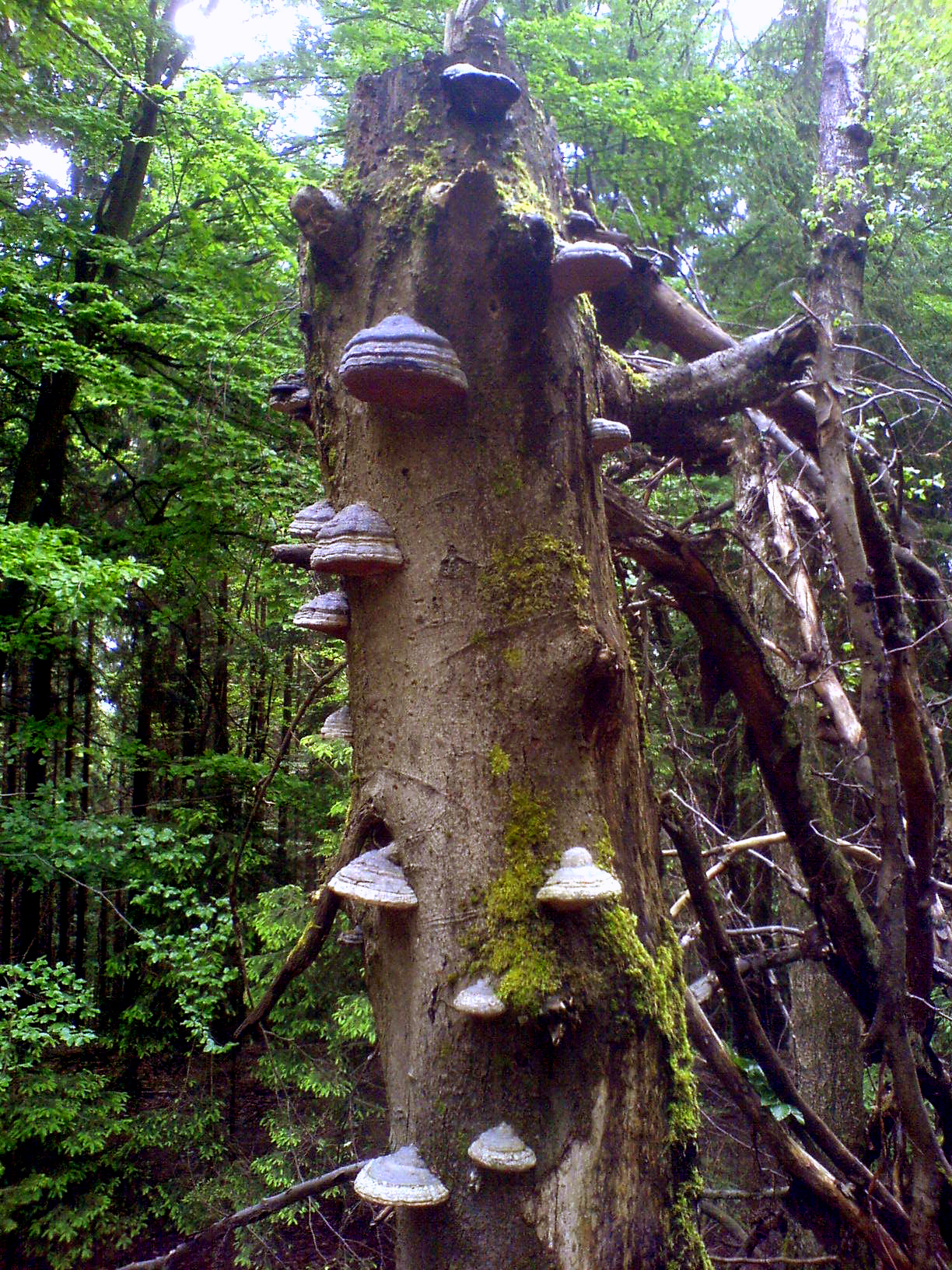
Zahlreiche Fruchtkörper des Zunderschwamms besiedeln einen toten, teils noch stehenden Buchenstamm.

Der Zunderschwamm ist ein Schwächeparasit und Saprobiont an Laubhölzern, sehr selten auch an Nadelbäumen. Hauptsubstrat des Zunderschwammes in Mitteleuropa ist die Rotbuche, daneben werden Birken und Pappeln besiedelt, er kann aber auch an anderen Laubgehölzen vorkommen. In Europa gibt es eine Süd-Nord-Verteilung des Hauptsubstrates, im Süden des Kontinentes wird Fagus als Hauptwirt gefunden, im Norden Birkenarten, diese Substratgrenze fällt in Deutschland in etwa mit dem Nordrand der Mittelgebirge zusammen. Fruchtkörper werden in allen Phasen der Holzzersetzung des Pilzes gebildet.
Der Zunderschwamm ist ein typischer Bewohner älterer Bestände. Bevorzugte Waldarten sind Buchen-, Tannen-Buchen- und buchenreiche Hainbuchen-Eichen-Wälder. Auch in Mooren, Heiden und alten Birkenbeständen ist er zu finden. Weniger häufig ist der Pilz dagegen an beschatteten Hängen und Erlen-Auwäldern.
Der Zunderschwamm dringt in seine Wirtsbäume über Ast- und Stammwunden ein und verursacht im Kernholz eine intensive Weißfäule, die den befallenen Baum häufig in mehreren Metern Höhe abbrechen lässt. Der Zunderschwamm kann am abgestorbenen Substrat noch längere Zeit als Saprobiont weiterleben.

## Verbreitung
Der Zunderschwamm ist neben Indien und Pakistan vor allem holarktisch verbreitet, wo er meridional bis boreal vorkommt. In Asien, Nordamerika und Europa ist der Pilz weit verbreitet. Außerdem ist er in Nordafrika und auf den Kanarischen Inseln anzutreffen. In Europa ist der Zunderschwamm überall zu finden.
Über die Häufigkeit und die Gefährdung des Zunderschwammes gehen die Ansichten in der Literatur auseinander, während Krieglsteiner ihn in die Gefährdungsgruppe G 3 (noch häufig, aber mit starker Rückgangstendenz) einordnet, wird er in anderen Publikationen als gemein beschrieben. Als Grund für den Rückgang wird von Krieglsteiner vor allem die starke forstwirtschaftliche Verjüngung der Wälder gesehen. Hinzu kommen die Abnahme alter und kranker Laubbäume, die aufgrund ihres schwachen Zustandes entfernt werden, sowie das Umforsten in Nadelholzbestände, das Absenken des Grundwassers, eine Intensivierung der Landwirtschaft und die Urbanisierung. In Süddeutschland ist er in unbewirtschafteten Wäldern der häufigste Pilz, in intensiv bewirtschafteten Waldgebieten fehlt er hingegen ganz.

## Bedeutung

### Allgemeines
Der Zunderschwamm als einer der wichtigsten und häufigsten Weißfäuleerreger an Buchen ist von forstwirtschaftlicher Bedeutung. Durch den vom Pilz eingeleiteten Holzzersetzungsprozess werden die im Holz enthaltenen Nährstoffe dem natürlichen Kreislauf wieder zugänglich gemacht und es entsteht neuer Mutterboden.
Die Verwendung des Zunderschwamms reicht bereits etwa 10.000 Jahre zurück. Dies wird durch etliche Funde aus Steinzeitsiedlungen belegt. Bereits Ötzi, der Gletschermann, der 1991 in den Ötztaler Alpen gefunden wurde und dessen Alter auf mehr als 5000 Jahre datiert wird, trug schon Zunderschwamm auf seinen Wanderungen bei sich.
In den oberdeutschen Mundarten trägt der Zunderschwamm den Namen Huadersau (auch Hudersau oder Hodernsau).
Abgeschlagene und kugelförmig zugeschnitzte Zunderschwämme dienten Kindern als Puck oder Ball für Gassenspiele mit Füßen oder Stöcken. Für den Bayerischen Wald und den Böhmerwald ist ein Spiel unter dem Namen Huadersautreiben belegt.
Die Nachfrage nach Zunderschwämmen erhöhte sich durch die vielfältigen Einsatzmöglichkeiten im 19. Jahrhundert derart, dass der Pilz zeitweise aus Osteuropa importiert werden musste und in einigen Gebieten Deutschlands selten wurde. Im Jahr 1842 wurden beispielsweise in Neustadt am Rennsteig 21,5 Tonnen Zunderschwamm verarbeitet.
Der Zunderschwamm war Pilz des Jahres 1995.

### Verwendung als Lebensmittel
Der Zunderschwamm wird als nicht giftig, jedoch als ungenießbar klassifiziert, dies ist vor allem auf seine harte und holzige Konsistenz sowie die enthaltenen Bitterstoffe zurückzuführen. Dennoch wurde der Pilz seit dem Altertum verzehrt. Dazu wurde der Pilz vermahlen oder zu einem wässrigen Extrakt verarbeitet. Beide Verarbeitungsformen sind durchaus genießbar bzw. sogar schmackhaft. Vor allem der Verzehr von Zunderschwammpulver als Teeaufguss und der Genuss von Kräuterschnäpsen mit Zunderschwamm blieben bis in das 20. Jahrhundert erhalten. In Gegenden, in denen Zunderschwamm intensive Verwendung fand, entwickelten sich Hausrezepte für „Zunderschnaps“ und Zunderschwammtinkturen.

### Verwendung als Zunder
Schon im Neolithikum wurde die locker-filzige Mittelschicht des Pilzes, die so genannte Trama, zu Zunder verarbeitet, der durch auftreffende Funken sofort zu glimmen anfängt und somit beim Feuerentfachen hilft. Durch diesen Verwendungszweck hat der Pilz seinen Namen erhalten. Zunder verglimmt nur sehr langsam und wurde auch verwendet, um Glut aufzubewahren oder zu transportieren.
In der Neuzeit wurde in einem aufwändigen Verfahren diese Hyphenschicht eingeweicht, gekocht, geklopft, und getrocknet. Dabei erhielt man rehbraune filzartige Lappen, die auch Pilzleder genannt werden. Durch Behandlung mit Salpeterlösung oder Fermentieren mit Urin und Holzasche in Erdgruben wird die Zündfähigkeit weiter verbessert.

### Verwendung als Textil
Unbehandelten Zunder verarbeitete man im Mittelalter und der Neuzeit auch zu Pilzleder-Textilien, wie Westen und Kappen. Das Textil erinnert an eine Mischung aus feinem, weichem Wildleder und Filz und besitzt eine sehr weiche Haptik. Diese handwerkliche Kunst gilt heutzutage als fast ausgestorben und wird nur noch von wenigen Familien in Rumänien praktiziert. In Rumänien werden für Touristenmärkte Kappen, Hüte, Taschen, Untersetz-Deckchen und weitere Objekte hergestellt.

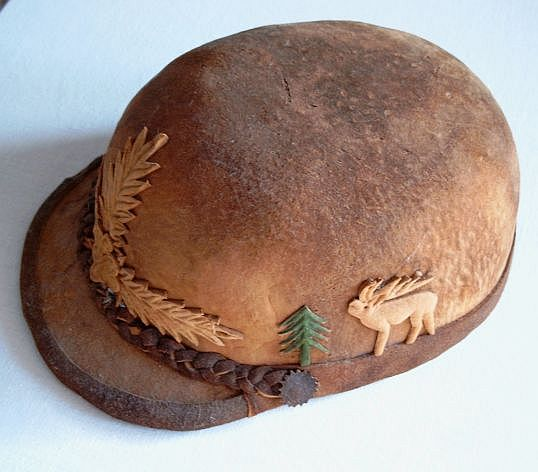
Aus der Trama von Fomes fomentarius in Rumänien hergestellte Kappe

### Medizinische Verwendung und Wirkungen
Die medizinische Anwendung des Pilzes ist vermutlich sehr alt. Bereits Hippokrates von Kos (ca. 370 v. Chr.), der als Urvater der Medizin gilt, bezeichnete den Pilz als Mykes und dokumentierte seinen Einsatz zur Wundversorgung sowie seine blutstillenden und antiseptischen Eigenschaften.
Außerdem wurde der früher auch Polyporus officinalis (im Mittelalter auch „Tannenschwamm“ (dannen swam) und lateinisch Agaricus) genannte Pilz bis ins 19. Jahrhundert als blutstillende Wundauflage unter der Bezeichnung Fungus chirurgorum (Wundschwamm) in Apotheken verkauft. In der gleichen Aufbereitung des Pilzes fanden die Auflagen als Tamponaden Verwendung in der Zahnheilkunde, in der Gynäkologie und zur Behandlung äußerlicher Entzündungen sowie Hämorrhoiden. Bei den Angaben in antiken und mittelalterlichen Werken ist aber zu beachten, dass mit agaricum und Polyporus officinalis meist der Lärchenschwamm (Polyporus officinalis (Vill.) Fr.) gemeint ist, der ebenfalls medizinisch verwendet wurde.
Der Zunderschwamm wurde nicht zuletzt in den traditionellen Arzneibüchern (sog. Pharmacopöen) vieler Länder, z. B. Deutschland, Ungarn, China oder Indien, dokumentiert. In der Volksmedizin verwendete man den Pilz auch innerlich bei Blasenleiden, schmerzhaften Regelblutungen und zur Behandlung verschiedener Krebserkrankungen. Die Chinesische Volksmedizin setzt den Zunderschwamm bei Lungenerkrankungen, Asthma und Magenverstimmungen ein, auch bei Speiseröhren-, Magen- und Gebärmutterkrebs. In Japan nutzte man den Zunderschwamm innerlich als Teezubereitung (Heißwasser-Extraktion) zur Behandlung bei Erkältungskrankheiten, Grippe, Bronchitis und Schwächezuständen.
Guthmann (2016) fasst die medizinischen Wirkungen wie folgt zusammen: wundheilfördernd, blutstillend, entzündungshemmend, antibakteriell, antiviral, immunmodulierend.

### Wissenschaft
Seit Beginn des 21. Jahrhunderts beschäftigen sich forschende Einrichtungen aus Deutschland zunehmend mit dem Zunderschwamm. Mit der Veröffentlichung der analytischen Zusammensetzung 2006/2007 durch das Forschungsinstitut Biopol e. V. wurde der Beta1,3/1,6 D-Glucan-Melanin-Chitin-Komplex identifiziert und wurde Gegenstand von Produktentwicklungen für verschiedene Wirtschaftsbranchen. Der Großteil der Forschungsarbeiten zum Pilz stammen vorrangig aus Japan und Osteuropa.

### Zunderschwamm als Wirt
Der Fruchtkörper des Zunderschwamms dient zahlreichen Insektenarten als Nahrungsgrundlage. Bei einer Untersuchung in Norwegen, die sich auf Käfer beschränkte, wurden 35 Käferarten auf den Fruchtkörpern gesammelt. Von den Käferarten, die sich im Fruchtkörper des Pilzes entwickeln, waren die häufigsten Cis jacquemarti oder Cis alter, Bolitophagus reticulatus, Ennearthron cornutum, Dorcatoma dresdensis und Cis bidentatus.

## Inhaltsstoffe und analytische Zusammensetzung
Der Energiegehalt von 100 g des getrockneten Pilzes wird von Stamets (2005) mit 376 kcal. beschrieben. Die Nährstoffgehalte seien dabei: Eiweiß 15 g, Fett 3,5 g, 71 g Kohlenhydrate (insbesondere komplex aufgebaute Polysaccharide, wie die Beta-Glucane) sowie 2,1 g Mineralstoffe. Des Weiteren seien Vitamin B5 zu 2,7 mg, Vitamin D zu 1,17 mg, Vitamin B3 (Niacin) zu 12,4 mg sowie Vitamin B2 enthalten. Der Pilz enthält zudem 1,3 mg Kupfer, 13 mg Eisen, sowie 760 mg Kalium und 14 µg Selen. Darüber hinaus ist Agaricinsäure enthalten. Medizinisch interessant seien neben den Beta-Glucanen auch die enthaltenen Sterole (Ergosterol, Fungisterol, Fungisteron u. a.) und Terpene.

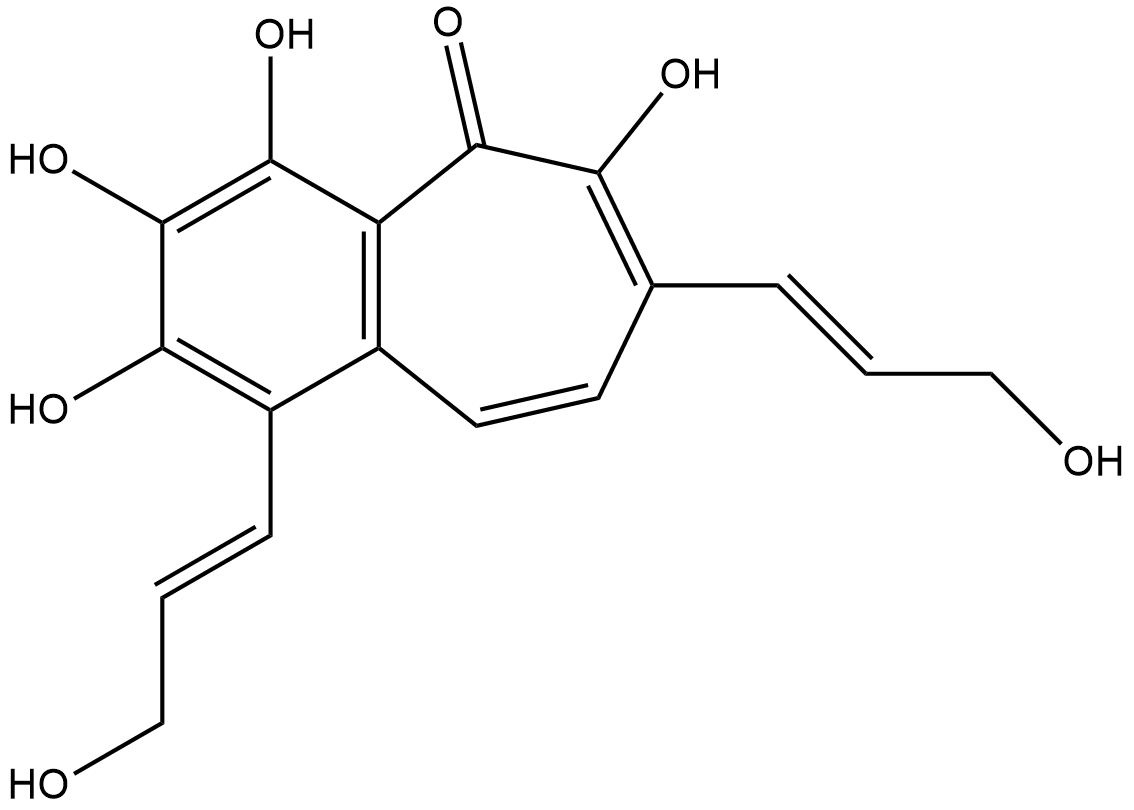
Strukturformel von Fomentariol, dem Hauptfarbstoff der Kruste des Zunderschwammes

Der Zunderschwamm besteht bis ca. 87 % aus dem Beta 1,3/1,6 D-Glucan-Melanin-Chitin -Komplex. Dabei sind die einzelnen Komponenten des Komplexes ineinander so verwoben, dass sie eine Hohlfaser bilden. Dieser Komplex ist als Hohlfaser ein unikaler Naturbaustein. Nachfolgend die Bestimmung der Polysaccharid-Zusammensetzung des Beta 1,3 /1,6 D-Glucan-Melanin-Chitin -Komplex mit den Bestandteilen:
- Glucan: ca. 40 %
- Chitin, Chitosan: 5,0/3,9 %
- Glukoronsäure: 1 %
- Hydrolyserückstand: 21 %
- Asche: 1,8 %
- Extrahierbares: 9,5 %
- Stickstoff: 1,1 %
- Stickstoff im Hydrolyse-Rückstand: 1,7 %
- Der Melaninanteil ist mit ca. 19–23 % im Komplex determiniert.

Durch verschiedene Technologien der Aufreinigung des Beta 1,3/1,6 D-Glucan-Melanin-Chitin-Komplexes als Hohlfaser, kann diese für verschiedene Verwendungszwecke in den Bereichen Umweltschutz (Dekontaminationen), Nahrungsergänzung, Kosmetik und Medizin modifiziert werden.
Die braunrote Farbe der Kruste des Zunderschwammes wird im Wesentlichen durch drei Farbstoffe hervorgerufen. Die Hauptverbindung ist dabei das Purpurogallinderivat Fomentariol.